# Crkva sv. Vida u Vrhovčaku
Crkva sv. Vida u Vrhovčaku rimokatolička je crkva u naselju Vrhovčak koje je u sastavu grada Samobor i zaštićeno kulturno dobro.

## Opis dobra
Srednjovjekovna građevina podignuta na uzvisini u naselju, prvi puta se u izvorima spominje 1493.g. Jednobrodna je crkva pravokutnog tlocrta s užim poligonalnim svetištem te zvonikom i trijemom na zapadnom, glavnom, pročelju. Lađa ima ravan tabulat, a svetište, odvojeno gotičkim trijumfalnim lukom, je svođeno gotičkim križno-rebrastim svodom. Sačuvana je izvorna struktura kamenih zidova i žbuke, kameni okviri prozora, profilirani okvir glavnog ulaza i gotička zidna slika u lađi. U 18. stoljeću crkva je dobila barokne oltare, glavni i dva bočna, te vanjski na glavnom pročelju na kojem je u 19. st. dozidan neogotički trijem.

## Zaštita
Pod oznakom Z-1590 zavedena je kao nepokretno kulturno dobro – pojedinačno, pravna statusa zaštićena kulturnog dobra, klasificirano kao "sakralna graditeljska baština".